# Paleochori (Chalkidiki)
Paleochori (griechisch Παλαιοχώρι (n. sg.); wörtl. Übersetzung ‚das alte Dorf‘; alternative Transkription Palaiochori) ist ein Ort auf der griechischen Halbinsel Chalkidiki. Paleochori liegt im Landesinneren am Nordrand des Cholomondas-Berges. Ca. 20 km südwestlich liegt Polygyros, ca. 80 km nordwestlich liegt Thessaloniki, Megali Panagia liegt 7 km südlich und Arnea 5 km westlich. Die Siedlung Paleochori ist eine Ortsgemeinschaft im Gemeindebezirk Arnea der 2011 neu geschaffenen Gemeinde Aristotelis.

## Geschichte
Der Ort wird als Burg Neposi in Texten von Archiven der Klöster auf Athos 1320 und 1441 erwähnt. Zwischen 1478 und 1568 wuchs die Bevölkerung von 24 auf ca. 100 Familien.
Im Jahr 1793 besuchte der französische Botschafter in Thessaloniki Espirit m. Cuisinery Paleochori. Im Griechischen Unabhängigkeitskrieg wurde das Dorf von den Osmanen bzw. Türken zerstört. Im Griechischen Bürgerkrieg wurde es am 14. August 1948 von kommunistischen Rebellen angegriffen.

## Kirchen
- Panmegiston Taxiarchon

Enthält Wandmalereien, darunter eine Kopie der Ikone Panagia Gorgoepikoos (Original im Kloster Dochiariou auf Athos) und eine Ikone aus dem 16. Jahrhundert von Taxiarchis Michail. In der Nähe der Kirche befindet sich die Statue von Ioakim III Megaloprepis.
- Agios Athanasios Athonitis Kirche.

Eine Feier bzw. Volksfest findet jährlich am 5. Juli statt.
- Archangelos Michail Kirche

Wandmalereien

## Personen
Bekannt ist Giorgos Zorbas aus Paleochori als Inspiration des Romans Alexis Sorbas von Nikos Kazantzakis.
Eine Straße ist benannt nach dem Patriarchen Vartholomaios A', der im Juni 1999 Paleochori besuchte.